# 森田祐司 (公認会計士)
森田 祐司（もりた ゆうじ、1958年9月2日 - ）は、日本の公認会計士。有限責任監査法人トーマツパートナー等を経て、会計検査院長。

## 人物・経歴
京都府出身。1982年等松・青木監査法人入所。同年同志社大学経済学部卒業。1984年公認会計士登録。1998年監査法人トーマツ社員。2002年監査法人トーマツ本部パブリックセクター責任者。2005年監査法人トーマツ代表社員。2011年検査官。2019年9月から会計検査院長。2020年には参議院予算委員会で森友学園問題の再調査要求を受けたが、「必要な検査を行った」として否定的な見解を示した。2023年定年退官。